# Karen Young (Amerikaans zangeres)
Karen Young (Philadelphia (Pennsylvania), 23 maart 1951 - 26 januari 1991) was een Amerikaanse zangeres.

## Levensloop en carrière
Young groeide op in Philadelphia. Ze begon als achtergrondzangeres. In 1978 scoorde zij een wereldhit met het disconummer Hot Shot.
Karen Young overleed in 1991 t.g.v. een maagzweercomplicatie.

## Discografie

### Singles
| Single met hitnotering(en) in de Vlaamse Ultratop 50 | Datum van verschijnen | Datum van binnenkomst | Hoogste positie | Aantal weken | Opmerkingen |
| ---------------------------------------------------- | --------------------- | --------------------- | --------------- | ------------ | ----------- |
| Hot Shot                                             | 1978                  | 21-10-1978            | 3               | 10           |             |

| Single met eventuele hitnotering(en) in de Nederlandse Top 40 | Datum van verschijnen | Datum van binnenkomst | Hoogste positie | Aantal weken | Opmerkingen             |
| ------------------------------------------------------------- | --------------------- | --------------------- | --------------- | ------------ | ----------------------- |
| Hot Shot                                                      | 1978                  | 21-10-1978            | 2               | 11           |                         |
| Hot Shot '97                                                  | 1997                  |                       | tip11           |              | Dancesmash op Radio 538 |

### NPO Radio 2 Top 2000
| Nummer met noteringen in de NPO Radio 2 Top 2000 | '99  | '00  | '01 | '02  | '03  | '04  |
| ------------------------------------------------ | ---- | ---- | --- | ---- | ---- | ---- |
| Hot Shot                                         | 1149 | 1380 | -   | 1838 | 1724 | 1828 |

1. ↑  Een '-' betekent dat het nummer niet was genoteerd en een vetgedrukt getal geeft de hoogste notering aan.
2. ↑  Deze tabel is bijgewerkt tot en met de laatste editie (2024).

- Biblioteca Nacional de España: XX920469
- Bibliothèque nationale de France: cb139794972 (data)
- Gemeinsame Normdatei: 1228993874
- International Standard Name Identifier: 0000 0001 1454 279X
- Library of Congress Control Number: no2003074322
- MusicBrainz: 317f3b4c-63f6-4ef4-bf8b-23e901412d76
- SNAC: w6cp07zk
- Système universitaire de documentation: 088520609
- Virtual International Authority File: 106015410
- WorldCat: E39PBJkT64DMVpRvV8dDgk4Xh3